# تو تونگ
تو تونگ (انگلیسی: Tuo Tong؛ زادهٔ ۲۷ آوریل ۱۹۸۴) شمشیرباز اهل چین است. وی در بازی‌های المپیک تابستانی ۲۰۰۴ شرکت کرده‌است.